# Sîrbești, Florești
Sîrbești este un sat din cadrul comunei Ciutulești din raionul Florești, Republica Moldova.

## Populație
Conform datelor recensământului din 2004, în Sîrbești locuia 473 oameni, inclusiv 229 bărbați și 244 femei.
| Etnia            | Locuitori | Pondere |
| ---------------- | --------- | ------- |
| Moldoveni/Români | 470       | 99.37   |
| Ucraineni        | 3         | 0.63    |
| Total            | 473       | 100%    |